# Calvin Klein
Calvin Klein Inc., spesso abbreviato semplicemente in CK, è una casa di moda statunitense fondata dallo stilista e imprenditore Calvin Richard Klein nel 1968 a New York . Dal 2002 fa parte del gruppo PVH. Oltre che per lo stile unisex e minimalista, le creazioni di Klein si distinguono per la semplicità della linea e la rigorosità dei tagli. Accanto alle linee di abbigliamento, importanti voci del fatturato dell'azienda sono costituite dalla biancheria intima, profumi e orologi.

## Storia
Il 28 dicembre 1967 i newyorkesi Calvin Klein e Carmelo Velonà, amici d'infanzia, fondano con un capitale di 10.000 dollari, La "Calvin Klein Limited"; Klein assume la direzione artistica del progetto mentre Schwartz, che ha investito i capitali, gestisce il lato finanziario dell'impresa. Nel marzo del 1968, lo stilista affitta, come showroom, la stanza 613 dell'Hotel York, un albergo oggi riconvertito ad uso residenziale e commerciale sulla 7th Avenue di New York; la prima collezione, realizzata con l'ex collega Abe Morenstein, comprendeva sei cappotti e tre vestiti. Il primo ordine fu da parte dei grandi magazzini Bonwit Teller, i quali comprarono capi per 50.000 dollari. Questo permise alla società di chiedere un prestito in banca e trasferire i locali in un loft di design sulla 37ma strada. 

### Anni '80
Negli anni '80, quando la frenesia dei jeans firmati raggiunse il suo massimo storico, Calvin Klein introdusse una linea di boxer da donna di grande successo e una collezione di intimo maschile che modificò il mercato americano della biancheria intima da uomo, fino ad allora di colore bianco e acquistata da mogli e fidanzate, in uno in cui era l'uomo a scegliere. Un successo che aumentò fortemente le vendite. Il programma di licenze, che ha fruttato 24.000 dollari quando è stato avviato nel 1974 (equivalente a $ 124.421 nel 2019), ha avuto un reddito da royalty di 7,3 milioni dieci anni dopo (equivalente a $ 17,96 milioni nel 2019). Nel 1984 le vendite al dettaglio in tutto il mondo furono stimate a oltre 600 milioni di dollari (equivalenti a 1476,55 milioni nel 2019). I vestiti di Klein sono stati venduti attraverso 12.000 negozi negli Stati Uniti ed erano disponibili in altri sei paesi tramite accordi di licenza, vale a dire Canada, Regno Unito, Irlanda, Australia, Nuova Zelanda e Giappone. Il suo reddito annuo ha superato i 12 milioni di dollari (equivalenti a 29,53 milioni di dollari nel 2019). 
Sono aumentati anche i problemi finanziari. I disaccordi con il licenziatario della linea di abbigliamento maschile e le sue vendite deludenti e l'enorme turnover dei dipendenti sia all'interno di Calvin Klein che dei suoi partner di licenza hanno portato alle prime voci che Calvin Klein Industries, come la società era stata conosciuta sino ad allora, era in vendita. E infatti, alla fine del 1987, si parlava di una vendita dell'azienda a Triangle Industries, un produttore di container, poi fallita solo a causa del crollo del mercato azionario.

### Anni '90

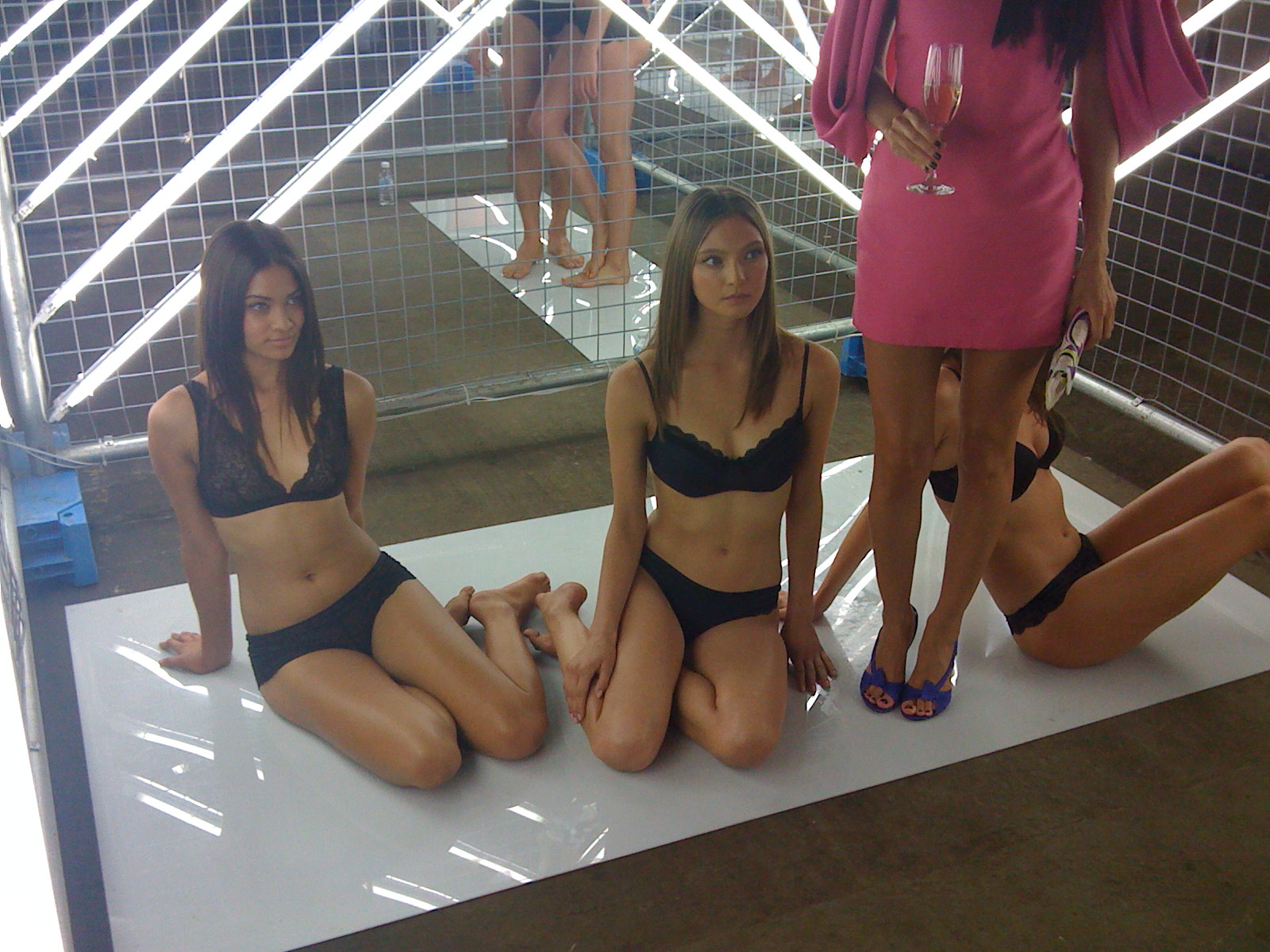
Modelle di Calvin Klein

Sebbene la società fosse quasi fallita nel 1992, Calvin Klein è riuscito a riguadagnare e aumentare la redditività del suo gruppo per tutti gli ultimi anni '90, principalmente grazie al successo delle sue linee di biancheria intima e di fragranze molto popolari, nonché della linea di abbigliamento sportivo ck. Durante il periodo 1990-1995 come capo del design di abbigliamento maschile di Calvin Klein, John Varvatos ha aperto la strada a un tipo di biancheria intima da uomo chiamata boxer, un ibrido di boxer e slip. Resi famosi da una serie di annunci pubblicati nel 1992 con Mark "Marky Mark" Wahlberg, sono stati definiti "una delle più grandi rivoluzioni dell'abbigliamento del secolo". 
Klein è stato nominato "America's Best Designer" per i suoi design minimalisti interamente americani nel 1993, e nel 1999 è stata una sorpresa il suo annuncio che CK era di nuovo in vendita. Progettando di espandere la propria attività, la società è stata contattata da due società di beni di lusso, LVMH e Pinault Printemps Redoute, per unirsi a Calvin Klein, ma non è stato concluso nulla. Altri potenziali acquirenti come Tommy Hilfiger Corp e Holding di Partecipazioni italiana si sono ritirati a causa del prezzo elevato di CK di presumibilmente 1 miliardo di dollari. Dopo sette mesi e nessun potenziale acquirente, Klein annunciò che il suo impero non era più sul mercato. La società non sarebbe mai riuscita a diventare pubblica, come era stato in passato il piano di Klein. 

### Cessione alla PVH (Phillips-Van Hausen)
Nel dicembre 2002 Klein ha ceduto il marchio alla PVH (Phillips-Van Heusen Corporation) guidata da Bruce Klatsky per circa 400 milioni di dollari in contanti, 30 milioni di dollari in azioni e i diritti di licenza per i prossimi 15 anni per un valore stimato tra i 200-200 milioni. Dal 2003 fino al 2016 la direzione artistica della linea donna è stata affidata allo stilista F. Costa, mentre quella della linea maschile a I. Zucchelli.
A partire dall'agosto 2016 Raf Simons è il nuovo Chief Creative Officier "Una nomina - comunica il brand nella sua nota ufficiale - che segna l'inizio della nuova strategia creativa globale di Calvin Klein annunciata ad aprile 2016, che ha l'obiettivo di unificare sotto un'unica visione tutti i marchi Calvin Klein. Strategia che si presenta come parte di una nuova evoluzione globale del marchio Calvin Klein, iniziata con la riacquisizione delle linee underwear e jeans nel 2013. L'obiettivo è di portare le vendite ai 10 miliardi di dollari a livello globale». In realtà le vendite non sono tali da far fronte agli investimenti e ai costi in rialzo e alla fine del 2018, otto mesi prima della scadenza del contratto e dopo una serie di critiche pubbliche da parte di Emanuel Chirico, presidente e CEO del gruppo PVH, Simons lascia.
Nell'estate 2019 cambio della guardia anche alla guida dell'azienda: Cheryl Abel-Hodges prende il posto di Steve Shiffman, il manager che aveva portato Raf Simons in Calvin Klein. A Tim Coppens viene affidato l'incarico temporaneo di consulente della linea maschile. Nel novembre 2020 la direzione stilistica è affidata a Jessica Lomax.

## Promozione

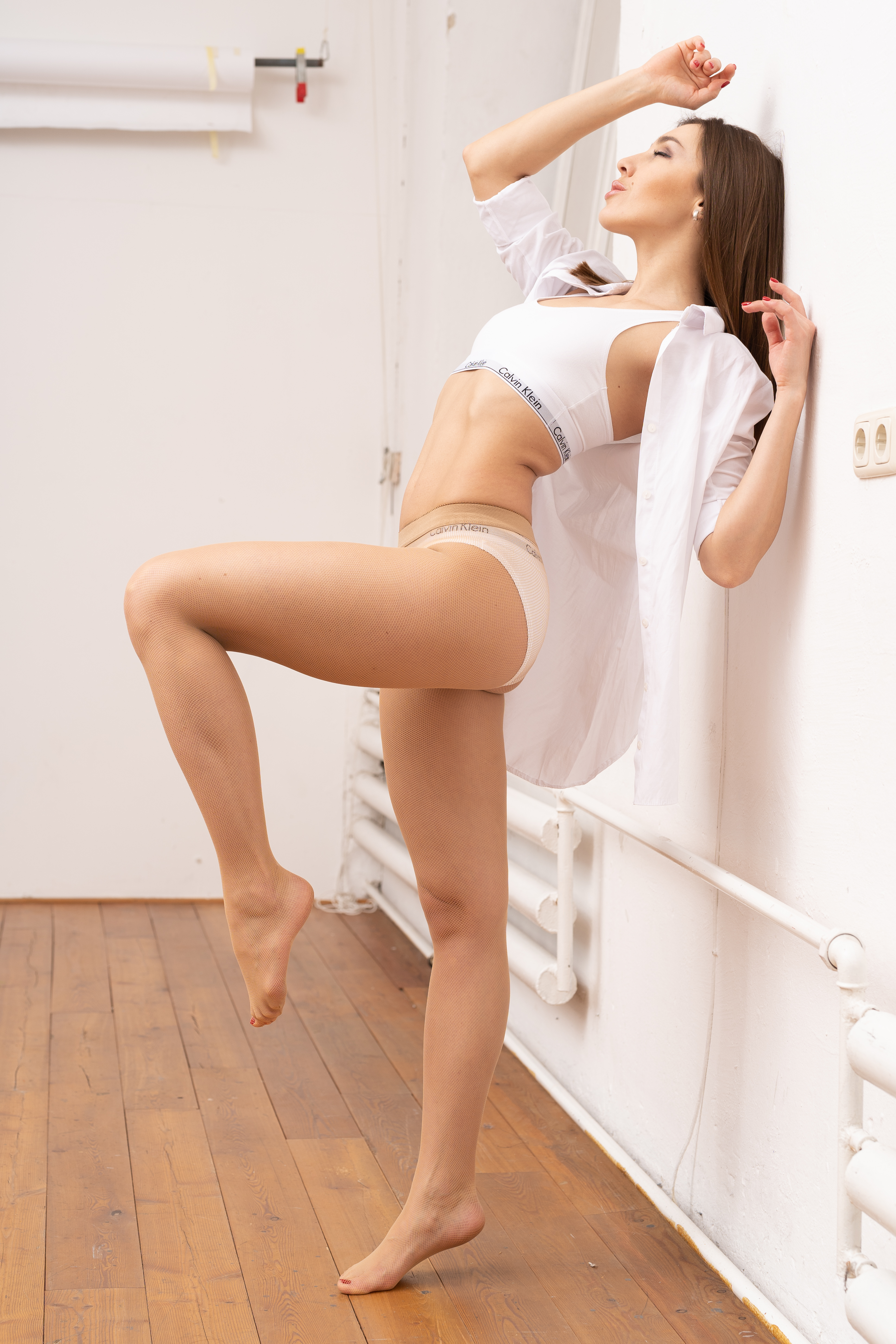
Una modella in reggiseno sportivo e intimo Calvin Klein

Segno distintivo della CK sono anche le campagne pubblicitarie, spesso di carattere controverso, ma che nel corso degli anni si sono dimostrate di enorme impatto, al punto di lanciare rapidamente la carriera dei vari testimonial.
Nel 1979 protagonista della campagna pubblicitaria della linea di intimo della ditta fu Brooke Shields, oggi attrice di grande successo. Tuttavia all'epoca delle pubblicità la Shields aveva appena quindici anni, e si creò un vero e proprio caso intorno a lei. La Shields fu nuovamente protagonista di alcune pubblicità per Calvin Klein nel 1982.
Nei primi anni novanta, per lanciare la nuova linea di abbigliamento intimo maschile fu scelto Mark Wahlberg, che, sotto il nome di Marky Mark, vide decollare la propria carriera di cantante. Il particolare tipo di boxer indossati da Wahlberg fu associato in maniera indelebile al marchio CK, al punto di essere spesso chiamati calvins. Come testimonial femminile, Calvin scelse per quasi tutti gli anni novanta la top model Kate Moss. Famosissimi i suoi spot, e anche tanto contestati. Nel 1995, la campagna pubblicitaria del profumo Obsession di Calvin Klein, in cui la Moss appariva seminuda, suscitò enormi polemiche. Furono insinuate persino accuse di pedofilia, ed il dipartimento di giustizia, su ordine di Bill Clinton, allora presidente, decise di avviare un'inchiesta in merito che portò al ritiro della campagna dopo appena tre settimane.
Fra gli altri nomi noti che hanno prestato la propria immagine al marchio Calvin Klein prima di diventare celebri, si possono ricordare Antonio Sabàto Jr., Kate Moss, Scott King, Natal'ja Vodjanova, Gemma Ward, Jenny Shimizu, Tyrese Gibson, Travis Fimmel ed Eva Mendes, Sasha Mitchell, AJ Abualrub.

## Marchi
La fashion house americana distribuisce i propri prodotti suddividendoli in diverse linee.
- Calvin Klein (1968): definito anche White label, è la linea principale (o brand-core) della fashion house americana.
- Calvin Klein Jeans (1978): la linea denim.
- Calvin Klein Underwear (1981): la linea di intimo
- CK - Calvin Klein (?): seconda linea (o bridge line) della fashion house americana, propone abiti più economici prêt-à-porter. comprende la lineaCK _ Jevelery + Watches, sotto cui si distribuiscono accessori (gioielli e orologi).
- Calvin Klein Performance (?): linea sportiva
- Calvin Klein Swimwear
- Calvin Klein Home

Vi sono poi alcune linee che sono state dismesse:
- Calvin Klein Collection (1994-2017): linea prêt-à-porter di lusso. Fu rebrandizzata nel 2017 Calvin Klein 205W39NYC[16][17].
- Calvin Klein 205W39NYC (2017-2019): linea prêt-à-porter di lusso. Ideata dallo stilista Raf Simons per sostituire la linea Calvin Klein Collection nel segmento del lusso, proponeva collezioni sofisticate e concettuali. Le vendite non soddisfecero, però, la dirigenza PVH, la quale decise di concludere la collaborazione con lo stilista belga e di uscire definitivamente dal segmento lusso[18][19][20].

## Profumi
Calvin Klein produce svariate linee di profumi e acque di colonia. I profumi di CK vengono distribuiti sotto il marchio Calvin Klein Cosmetics Company (CKCC), ora di proprietà della Coty Inc. di New York che nel maggio 2005 lo acquistò dalla Unilever.
- Calvin (1981)
- Obsession (1985)
- Eternity (1989)
- Escape (1991)
- CK One (1994)
- CK be (1996)
- Contradiction (1997)
- Truth (2000)
- Crave (2003)
- CK IN2U (2007)
- Calvin Klein Man (2007)